# Anjenette Reinders

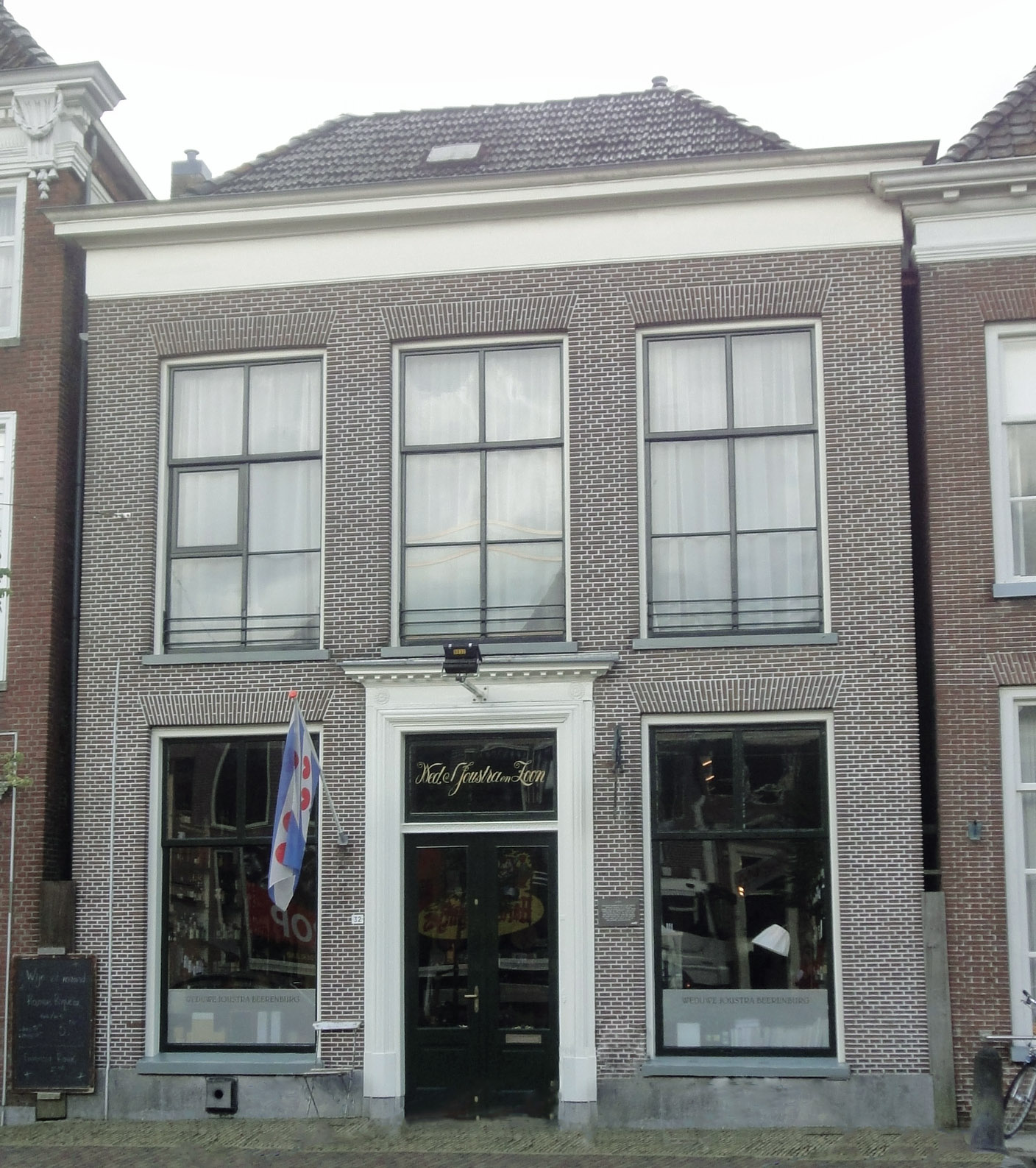
Kleinzand 32, het pand dat Reinders kocht.

Anjenette Reinders (Hoogezand, 27 april 1828 – Sneek, 9 maart 1901) was een Nederlandse ondernemer, producent van Berenburg en werd bekend als Weduwe Joustra.

## Jeugd
Anjenette Reinders werd geboren als oudste van vijf kinderen en werd naar haar grootmoeder Anje Ukes vernoemd. Haar vader was houtzaagmolenaar en het gezin woonde bij de voormalige zaagmolen Overwater. Toen haar moeder in 1851 overleed bleef Reinders voor haar vader zorgen. Zij trouwde op 2 november 1854 met Steven Joustra, boekverkoper bij en later eigenaar van Joustra en Van der Baan.

## Weduwe Joustra
Toen in 1865 haar man overleed zette Reinders onder de naam Weduwe Joustra de wijn en gedistilleerde drankenhandel van haar man voort.  Ze verkocht onder andere tegen postwissel of onder rembours 'scheikundig onderzochte cognac' in mandflessen en luxe sigaren. Reinders leidde haar zaken succesvol, zo kon ze in 1876 twee eigen panden kopen waaronder het pand aan het Kleinzand, een grachtje in de binnenstad van Sneek waar de winkel nog steeds gevestigd is. Vanuit het Kleinzand konden de schuiten van leveranciers en grote afnemers voor de deur laden en lossen. Toen ze in aanraking kwam met Oprechte Maag-Kruiden van Beerenburg besloot ze hier zelf een versie van te maken. De receptuur is in al die jaren nooit aangepast en geldt als een familiegeheim. Alleen huidig bedrijfsleider Heleen Sonnenberg en haar vader Jaap Sonnenberg kennen de receptuur.

## Privé
Samen met haar man Steven kreeg Reinders vier kinderen. Na het overlijden van haar man werd ze de voogd over haar kinderen, met haar zwager Hendrik Joustra als toeziend voogd.